# Drynaria willdenowii
Drynaria willdenowii là một loài thực vật có mạch trong họ Polypodiaceae. Loài này được (Bory) T. Moore miêu tả khoa học đầu tiên năm 1857.